# AKT Motos
AKT Motos (antes Ensambladora Corbeta S. A.), es una compañía colombiana con sede central en Envigado, Colombia, parte del Grupo Corbeta (Colombiana de Comercio S. A.), especializada en la fabricación y ensamblaje de motocicletas y Quads. Fue establecida en 2004 por un grupo de empresarios colombianos. Liderados por Santiago Botero Jaramillo, en la ciudad de Envigado. 

## Historia
El mercado local de motocicletas en Colombia se rigió por fabricantes de motocicletas japonesas, europeas, estadounidenses y regionales (Brasil y Chile). Es por ello que un grupo de empresarios colombianos el 16 de abril de 2004 decide asociarse y compran en Japón tecnologías en motores, chasis y diseño con precios económicos

## Actualidad
La marca AKT Motos tiene poco más de 20 años y cuenta con una participación cercana al 20% en el mercado colombiano.
AKT actualmente importa motocicletas de distintos fabricantes chinos y taiwaneses bajo la modalidad CKD para favorecerse de los beneficios arancelarios que permite este modelo de importación, dentro de sus principales proveedores con sede en la China y Taiwán como Loncin Holdings, Qjiang motors y SYM Motors.
En 2011, la empresa hace una alianza para el ensamble y la distribución de motocicletas fabricadas por el grupo TVS Group de India.
Desde 2012 y hasta la fecha (2015), la empresa patrocina en Colombia al piloto de velocidad Tomás Puerta, quien corre en el campeonato de Supersport en los Estados Unidos. El piloto se ha vinculado con la ensambladora en la difusión de sus campañas educativas y de seguridad vial.
Varios de sus modelos son de Loncin Motor, entre ellos la AKT235 descontinuada, y la línea TT150.
Actualmente introduce en el mercado colombiano motos de bajo cilindraje, como la CR5200, TTR200, la TT250 Adventour, Nkd 125, y la Xm 180.
Para 2018, AKT ha vendido más de 1'100.000 motocicletas alrededor de Colombia.
Para 2020, AKT finaliza su alianza con TVS motos, ya que entre las movidas del mercado en Colombia, la empresa Auteco luego de que Bajaj terminara su alianza con esta, comienza una alianza con TVS. En ese mismo año la referencia NKD 125 que comercializa AKT, fue la más vendido en todo Colombia.

## Mercadeo
En 2009 salieron al aire los comerciales de televisión más famosos con "AKT cambió mi vida" con Jorge Celedón y el de "AKT es el negocio" con el cantante J Balvin quien ha sido el artista más reciente en ser la imagen de esta marca.
En enero de 2012 AKT firmó el patrocinio con el equipo colombiano independiente Santa Fe que terminó siendo campeón en la primera división de Colombia.
En 2011 se lanzó la moto Enduro más vendida en Colombia.
En 2013 la compañía quedó entre las tres marcas que más motos venden en el mercado nacional. 
Para 2015 AKT es patrocinador del Atlético Nacional.